# 华石镇 (防城港市)
华石镇是中华人民共和国广西壮族自治区防城港市防城区下辖的一个镇。东距防城14公里，西距防城区另一辖镇那梭镇16公里。南面江山乡，北靠滩营乡。是距防城市中心最近的一个乡镇。

## 行政区划
华石镇下辖以下地区：
华石村、冲敏村、黄江村、旱塘村、那湾村、那岽村、八百村、华石林场生活区和华石良种场生活区。